# Tisamenus irenoliti
Tisamenus irenoliti ist eine Gespenstschrecken-Art, die auf der philippinischen Insel Marinduque heimisch ist.

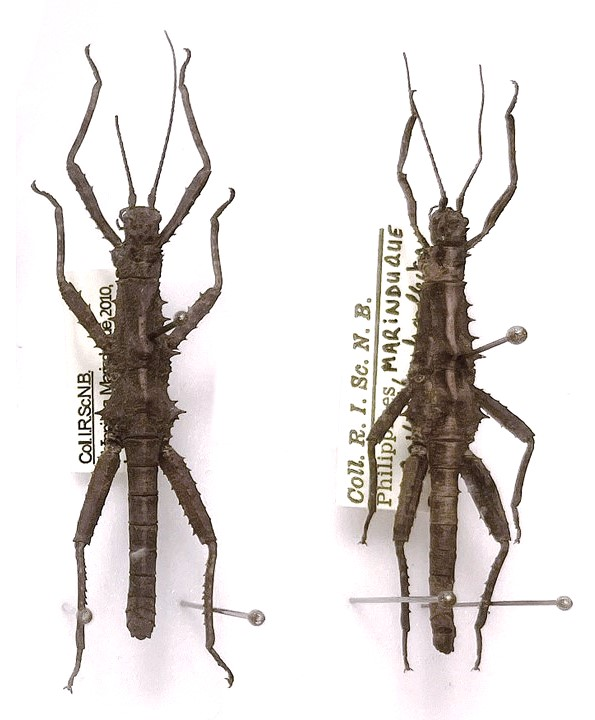
Die zwei männlichen Paratypen aus dem RBINS

## Merkmale
Tisamenus irenoliti ist eine mittelgroße Tisamenus-Art. Die Art ähnelt aufgrund ihrer gestreckten Körperform den auf Luzon und dem Polillo-Archipel heimischen Tisamenus lachesis und Tisamenus polillo. 
Männchen Tisamenus irenoliti erreichen eine Länge von 38,7 bis 39 mm und sind damit kleiner und insgesamt etwas stämmiger gebaut. Ihr Mesothorax ist trapezförmiger und verbreitert sich allmählich nach hinten. Ihnen fehlt der bei Tisamenus lachesis vorhandene vergrößerte Dorn an den beiden vorderen Ecken des für die Gattung typischen Dreiecks auf dem Mesothorax. Dieses Dreieck ist deutlich kürzer als die Hälfte des Mesonotums lang ist. Die Schenkel (Femuren) und Schienen (Tibien) der Hinterbeine weisen zahlreichere, deutlichere und spitzere ventrale Zähne auf.
Das einzige bekannte, adulte Weibchen von Tisamenus irenoliti ist 54,7 mm lang. Es unterscheidet sich von Tisamenus lachesis Weibchen durch den nur schwach ausgebildeten oder fehlenden vorderen Pleuralstachel und die gewölbten Ränder des Dreiecks auf dem Mesonotum, dem die stachlig ausgezogenen vorderen Ecken fehlen. Wie bei den Männchen finden sich deutlichere Zähne an den Tibien der Hinterbeine und größere Zähne an den Kanten der Vorderbeinschenkel. Das Weibchen ist etwas stämmiger als die von Tisamenus polillo und hat vier Pleuralstacheln am Mesothorax, während es bei Tisamenus polillo nur drei sind. Auch bei ihm reicht das gattungstypische Dreieck nicht bis zur Mitte des Mesonotums. An den Metapleuren befinden sich zwei ausgeprägte Stacheln, die den Weibchen von Tisamenus polillo fehlen. Insgesamt sind die Pleuralstacheln an Meso- und Metanotum, aber auch die Kopf- und Körperstrukturen eher stumpf und zapfenartig als spitz und stachlig. Das zweite bekannte, aber noch juvenile Weibchen ist 45 mm lang und befindet sich vermutlich im vorletzten Entwicklungsstadium. Seine Körperstrukturen sind deutlich spitzer und stachliger als beim beschriebenen, adulten Weibchen. Ähnlich wie bei Tisamenus polillo könnte deren Ausprägung auch bei Tisamenus irenoliti stark variieren.

## Vorkommen, Entdeckung und Systematik
Die vier bisher bekannten Tiere wurden auf der Insel Marinduque gefunden. Das erste Tier, ein Weibchen im vorletzten Entwicklungsstadium, wurde im März 2009 von Eric Oria, nach welchem die Phyllioidea-Art Phyllium ericoriai benannt ist, im Osten der Insel im zur Stadtgemeinde Boac gehörigen Barangay Cawit gefunden. Ein adultes Pärchen wurde 2010 von lokalen Sammlern gefunden und ein weiteres adultes Männchen im Februar 2014 von Ismael Lumawig, nach welchem bereits die Gespenstschreckenarten Eubulides lumawigi und Phobaeticus lumawigi benannt worden sind. Von den drei adulten Tieren fehlen genauere Fundortangaben. Frank H. Hennemann bearbeitete alle vier Tiere im Rahmen einer taxonomischen Revision der Gattung Tisamenus und beschrieb sie 2025 als Tisamenus irenoliti. Die drei adulten Tiere wurden am Museum für Naturwissenschaften in Brüssel hinterlegt, wo sie sich auch vor der Bearbeitung und Erstbeschreibung durch Hennemann befanden. Das Weibchen wurde zum Holotypus bestimmt, die Männchen zu Paratypen. Das juvenile Weibchen, welches aus der Belegsammlung von Hennemann stammt, ist in dieser als Paratypus hinterlegt. Der von Hennemann gewählte Artname „irenoliti“ ist nach Ireno L. Lit Jr. benannt. Dieser ist Assistenzprofessor am Institut für Forstbiologie und entomologischer Kurator an der Universität der Philippinen in Los Baños (UPLB). Er ist bekannt für seine Leistungen bei der Erforschung der Artenvielfalt der philippinischen Gespenstschrecken und hat unter anderem drei Tisamenus-Arten beschrieben.